# Einsiedelei St. Luc de Puigrodon

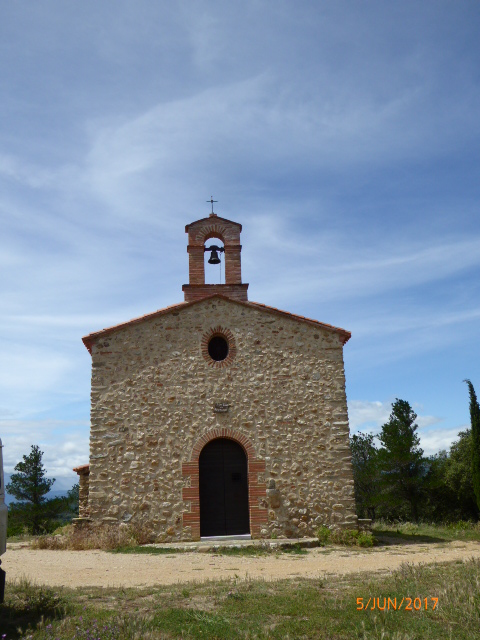
Kapelle der Einsiedelei St. Luc 2017.

Die Einsiedelei St. Luc (auch Ecclesia Pudido Retundo) ist ein Klostergebäude im Departement Pyréenés Orientales. Sie liegt 204 m über dem Meeresspiegel, nahe der Gemeinde Passa.

## Geschichte und historische Bedeutung
Die Eremitage wurde im Jahr 1031 erstmals erwähnt. Die Klosterkapelle diente zudem als Gotteshaus der Bewohner in der Umgebung des Ortes Passa. 1368 findet sich unter dem christlichen Namen „Capela de Sent Luc de Pug Redon“ die nächste Erwähnung der Einsiedelei. Zu dieser Zeit wird sie nach und nach, wenn auch nur vorläufig, zugunsten der Kirche von Passa aufgegeben.
Mit der allgemeinen Verbreitung des Einsiedlerwesens im 17. Jahrhundert wichen die ehemaligen christlichen Eremiten in der Isolation den säkular-motivierten Eremiten der katalanischen Gesellschaft. Die ratsuchenden Bürger der umliegenden Ortschaften sahen bei ihnen eine Anlaufstelle. Zunehmend entstanden im 17. Jahrhundert Klausen und Einsiedeleien, die auch Außenstehenden zugänglich waren. So wurde die Einsiedelei St. Luc in diesem Zuge restauriert und um zusätzliche Gebäude ergänzt, die den Einsiedlern als Wohnstätten dienten. 
Die Einsiedelei wurde in der Französischen Revolution aufgelöst. 
1794 wurden im Zuge des französisch-spanischen Krieges alle südlichen Gebiete der Grafschaft Roussillon von den spanischen Truppen eingenommen und die Einsiedelei vorläufig aufgegeben. 1793, während der 2. Schlacht von Le Boulou, fand General Perignons mit 5000 Mann in der Eremitage St. Luc Unterschlupf und attackierte die spanischen Soldaten unter Führung General Ricardos aus dem Hinterhalt, bis sich diese zurückzogen. Dies verhinderte unter anderem die Besetzung der nahe gelegenen Stadt Perpignan durch die spanischen Regimenter. Nach einer 1826 gemachten Bestandsaufnahme war die Klosterkapelle zerstört worden, wurde jedoch 1842 wiederhergestellt. 1930 wurde die eigentliche Einsiedelei, die ehemalige Wohnstätte der Eremiten, zerstört. Achtzehn Jahre später wurde das gesamte Gebäude renoviert, es befindet sich nach wie vor in intaktem Zustand und wird sowohl vom Departement Pyrénées-Orientales als auch von der Gemeinde Passa als wichtiger Teil des kulturhistorischen und religiösen Erbes angesehen.